# Richard Scholz (Maler)
Christian Wilhelm Ernst Richard Scholz (* 29. Dezember 1860 in Hannover; † 1939 ebenda) war ein deutscher Maler und Illustrator.

## Leben
Richard Scholz war der Sohn des Theaterdirektors, Kapellmeisters, Dirigenten und Komponisten Bernhard Scholz und Marie Luise Seyler.
Er studierte bei Ernst Hildebrand von 1877 bis 1880 an der Kunsthochschule Karlsruhe und wurde dabei Mitglied des Corps Saxonia Karlsruhe. Sein Werk wurde durch den Maler Karl Gussow beeinflusst, den er kennenlernte, nachdem er 1880 seinem Lehrer Ernst Hildebrand an die Kunstakademie Berlin gefolgt war. Scholz war mit Agnes, einer Tochter seines Kollegen Hans Gude verheiratet, mit dessen Sohn, Nils Gude, er eine Zeit lang in einem Haus in Berlin zusammenlebte.
Beruflich ging er 1894 nach Dresden, 1898 nach München, 1909 nach Gaschurn (Vorarlberg) und später nach München als Professor und Kunstmaler.
In München gehörte er 1905 zu den Gründern des kurzlebigen Corps Rupertia.

## Werke (Auszug)

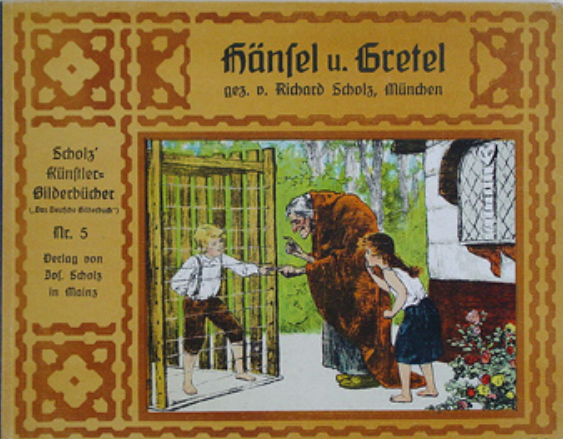
Erstausgabe von Hänsel und Gretel gezeichnet von Richard Scholz

Unter anderem hatte er viele Kinderbücher illustriert, wie eine Ausgabe von Hänsel und Gretel. für den Mainzer Verlag Josef Scholz.
Auf der Jahresausstellung im Münchner Glaspalast stellte er 1890 die Werke Treiber auf der Spur und Damen-Bildnis aus, ebenfalls im Glaspalast 1898 die drei Werke Mittagsonne auf der Malser Heide, Spätnachmittag (Nähe des Haidersees) und Partie aus Trafoi.

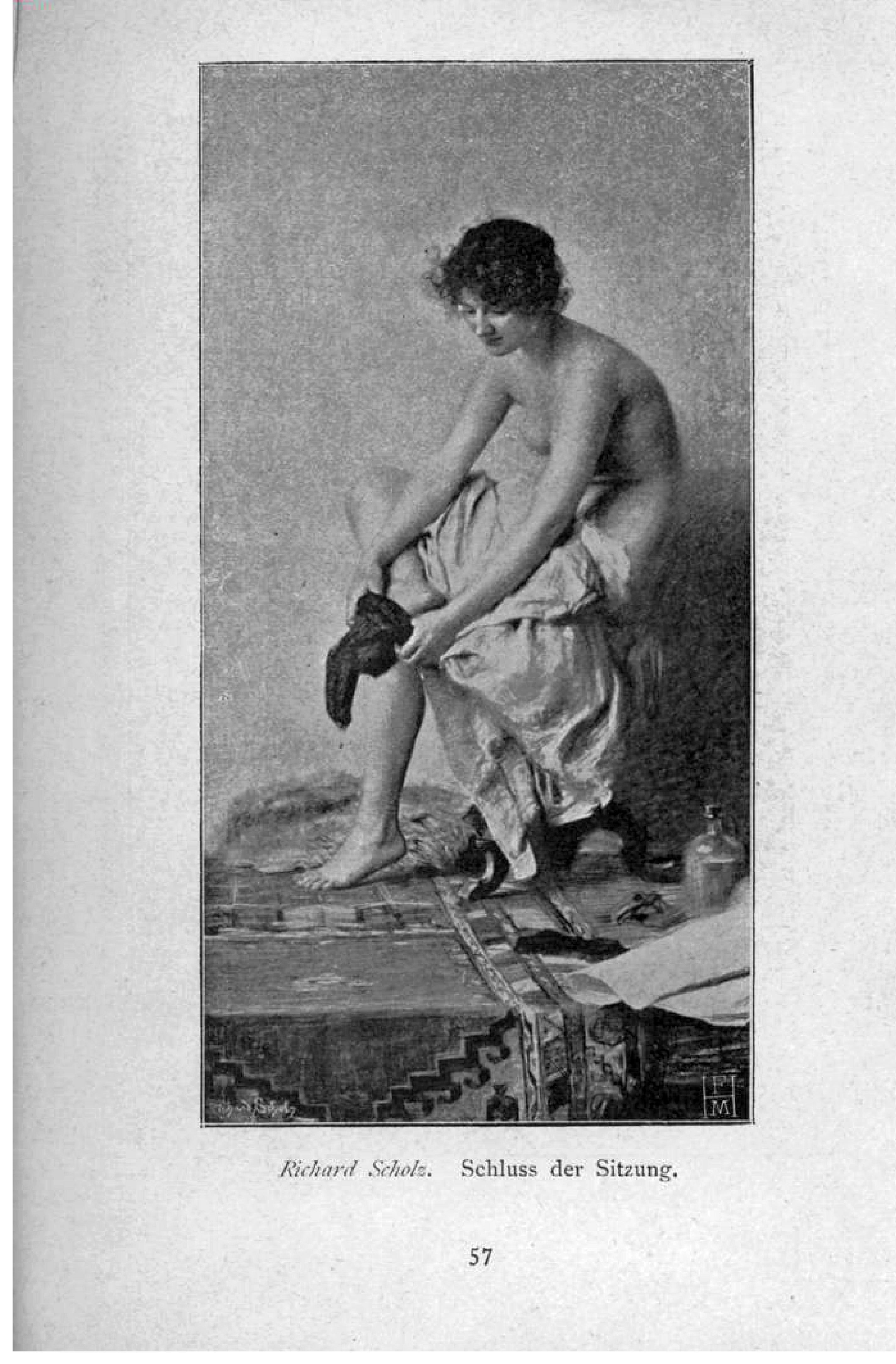
Schluss der Sitzung von Richard Scholz in Glaspalast München 1898, S. 57